# 듀얼 투 더 데스
《듀얼 투 더 데스》(Xian si jue, Duel To The Death)는 홍콩에서 제작된 정소동 감독의 1983년 드라마, 액션 영화이다. 서소강 등이 주연으로 출연하였다.

## 출연

### 주연
- 서소강
- 유송인